# Нельсон, Кеннет
Кеннет Нельсон (англ. Kenneth Nelson; 24 марта 1930 — 7 октября 1993) — американский актёр, наиболее известен как участник первого состава мюзикла «Фантастикс» (англ. The Fantasticks) и по роли Майкла в пьесе «Парни в группе» 1968 года и её одноименной экранизации Уильяма Фридкина 1970 года.

## Ранние годы
Кеннет Нельсон родился в городе Роки-Маунт, Северная Каролина. Вырос в городе Сан-Антонио, Техас, где занимался в церковном хоре в партии сопрано и окончил среднюю школу Брекенридж. Хотел стать актёром с восьми лет.

## Карьера
Кеннет Нельсон поступил на факультет драмы в Бейлорском университете в городе Уэйко в 1947 году, но после смерти матери бросил учёбу и рискнул уехать в Нью-Йорк, чтобы найти работу на Бродвее. Наследства от матери, 600 долларов, хватило на 3 месяца. Нельсон устроился стажёром в летний театр Greenwood Garden Playhouse на острове Пикс, в штате Мэн. Там он помогал покрасить здание, поставить кресла и делать тротуар за еду и проживание. Он получил роль Лаэрта в «Гамлете», но когда театр сгорел, пришлось вернулся в Нью-Йорк. Получил крошечные роли в телешоу Джимми Дуранте и Эда Уинна, от которых денег было немного. Чтобы платить за свою комнату и еду, продавал овощерезки в универмаге S.H. Kress & Co на Пятой авеню.
В 1951 году Нельсон пошёл на открытое прослушивание бродвейского шоу «Семнадцать», музыкальной адаптации повести Бута Таркингтона, и сразу получил одну из главных ролей, роль юного Уилли Бакстера. Премьера мюзикла состоялась в театре Бродхерст 21 июня 1951 года, спектакль выдержал 182 представления.
Эта роль заявила о Нельсоне как о восходящей звезде, он получил контракт на роль в телеадаптации радиосериала The Aldrich Family в сезоне 1952 года. Позже появился в телесериале «Капитан Видео и его видеорейнджеры», но после этого взлёт закончился. По его словам, ему не хватало навыков и опыта даже, чтобы попасть в хор мюзикла. Приходилось довольствоваться ролями в летних постановках в региональных театрах. Попутно Нельсон брал уроки актёрского мастерства, в том числе у Уты Хаген. Он достиг нижней точки карьеры, получив полугодовой контракт певца в отеле Carillon в Майами-Бич. Вернуться в Нью-Йорк Нельсон смог только в 1959 году, чтобы появиться в шоу Nightcap.
В 1960 году Нельсон сыграл главную роль Мэтта во внебродвейском малобюджетном шоу под названием «Фантастикс», которое в будущем стало самым продолжительным в мире мюзиклом. В 1962 году стал дублёром Энтони Ньюли в роли Литлчапа в постановке «Остановите Землю — я сойду», позже взял на себя главную роль, когда Ньюли ушёл из шоу. В 1965 году Нельсон сыграл в британской постановке Half a Sixpence.
В 1967 году Нельсон дебютировал в качестве режиссёра с мюзиклом Mary, в котором в главных ролях сыграли Инга Свенсон и Джон Каллум.
В 1968 году Нельсон согласился сыграть роль Майкла в революционной внебродвейской постановке «Парни в группе» Марта Кроули, первой пьесе, в которой гомосексуалы были главными героями. Март Кроули вспоминал, что «почти невозможно было найти актёров, желающих играть персонажей-геев», ведь их агенты говорили им, что такая роль разрушит их карьеры.
Кеннет Нельсон и остальные актёры также снялись в киноверсии 1970 года режиссёра Уильяма Фридкина. За эту роль Кеннет Нельсон получил номинацию на премию «Золотой глобус» за лучший дебют актёра.
В 1970 году Нельсон вернулся на Бродвей в главной роли японца Сакини в мюзикле Lovely Ladies, Kind Gentlemen. Постановка не выдержала критики, оказалась финансово убыточной и завершилась всего после 19 представлений.
В 1971 году Кеннет Нельсон переехал в Англию.

Я переехал в Англию, чтобы избежать театральных стереотипов… Лично мне эти перемены понравились. Дело в культуре. Здесь люди не думают, что Рембо — это герой Сильвестра Сталлоне, или что матереубийство — это когда ты убиваешь себя в постели… и я устал от культуры, в которой Джон Траволта считается настоящим актёром, не говоря уже о… секс-символе! Англия для меня более настоящая.
Оригинальный текст (англ.)I moved to England to escape theatrical stereotypes... Personally, I've enjoyed the change. It's a cultural thing. Here, people don't think 'Rimbaud' is a Sylvester Stallone character, or that matricide is when you kill yourself in bed... and I got tired of a culture where a John Travolta can be considered a real actor, never mind some kind of a... sex symbol! England to me is more real.

В Англии Нельсон сыграл с Клео Лэйн в мюзиклах Show Boat (1971-1973) и Colette (1980) на сцене Вест-Энда. В 1974 году он сыграл ведущую роль в очень успешном ревю Cole в театре Мермейд. В 1975 году сыграл в пьесе Эндрю Сакса и Джима Паркера Made in Heaven в Chichester Festival Theatre. В ноябре 1977 появился в пьесе «Сексуальные извращения в Чикаго». Гастролировал с музыкальным ревю Cowardy Custard. С 1978 по 1981 год играл Рустера Ханнигана в мюзикле «Энни» в Victoria Palace Playhouse. 9 декабря 1981 года актёр появился в британской премьере мюзикла Lady in the Dark в роли Рассела Пакстона. С 1984 по 1988 год играл Джулиана Марша в мюзикле Гарри Уоррена и Эла Дубина «42-я улица» в Королевском театре Друри-Лейн и 1990-1991 годах в бристольском театре «Ипподром».
С конца 70-х годов также снимался в эпизодических ролях в кино и телесериалах. Сыграл небольшую роль в фильме «Суд над Ли Харви Освальдом» (1977). В 1978 году исполнил роль американца в британском криминальном телесериале The Professionals. В 1983 году сыграл роль Бада Вестона в фильме «Одинокая леди» режиссёра Петера Шашди. В 1984-1985 годах появился в мини-телесериале «Кружева» в роли администратора отеля. В 1985 году он сыграл зловещего предпринимателя-ядерщика Джерри Грогана в телевизионной драме-триллере BBC «На краю тьмы» режиссёра Мартина Кэмпбелла, в 1986 году — Хэнка Джонсона в историческом мини-телесериале «Утраченные империи» с молодым Колином Фёртом в главной роли. Также снялся в фильмах ужасов «Восставший из ада» (1987) и «Ночной народ» (1990) режиссёра Клайва Баркера.

## Смерть
Кеннет Нельсон умер 7 октября 1993 года в возрасте 63 лет в Лондоне от осложнений, связанных со СПИДом. Похоронен на кладбище в Патни-Вейл, на юго-западе Лондона. За ним ухаживала сестра Наоми Бёрнс. Нельсон оставил в своём завещании по 500 фунтов организациям, помогающим людям с ВИЧ: London Lighthouse (центр помощи), Terrence Higgins Trust (благотворительная организация) и Body Positive (группа поддержки).
Позже в Нью-Йорке в театре Sullivan Street Playhouse, где в 1960 году прошли первые показы мюзикла «Фантастикс», состоялась поминальная служба, на которую пришли давние друзья и коллеги Кеннета Нельсона. Автор песен «Фантастикс» Том Джонс и композитор Харви Шмидт исполнили сцену на кладбище из своего последнего мюзикла Grover’s Corners. А Рита Гарднер, партнёрша по этому мюзиклу и давний друг, исполнила песни Try to Remember и They Were You. Она призналась, что нелегко было удержать дрожь в голосе: «Я подумала о Кенни и сказала: „Ты слушаешь, поэтому я спою тебе“».